# روي سوزا
روي سوزا (بالبرتغالية: Rui Sousa‏) هو دراج برتغالي، ولد في 17 يوليو 1976 في لشبونة في البرتغال.

## وصلات خارجية
- روي سوزا على موقع أرشيف الدراجات (الإنجليزية)
- روي سوزا على موقع إحصائيات الدراجات الإحترافية (الإنجليزية)
- روي سوزا على موقع نسبة الدراجات (الإنجليزية)